# پت پریست
 پت پریست (انگلیسی: Pat Priest؛ زادهٔ ۱۵ اوت ۱۹۳۶) هنرپیشه آمریکایی است. از فیلم‌هایی که وی در آن‌ها نقش داشته است، می‌توان به باد آورده را باد می‌برد اشاره نمود.